# (3185) Clintford
(3185) Clintford es un asteroide perteneciente al cinturón de asteroides, descubierto el 11 de noviembre de 1953 por el equipo de la Universidad de Indiana desde el Observatorio Goethe Link, Brooklyn (Estados Unidos).

## Designación y nombre
Designado provisionalmente como 1953 VY1. Fue nombrado Clintford en honor al músico y astrónomo aficionado Clinton B. Ford.